# Eremophila goodwinii
Eremophila goodwinii är en flenörtsväxtart som beskrevs av Ferdinand von Mueller. Eremophila goodwinii ingår i släktet Eremophila och familjen flenörtsväxter. Inga underarter finns listade i Catalogue of Life.